# Milda (Vorname)
Milda ist ein weiblicher Vorname.

## Herkunft und Verbreitung
Milda ist in der litauischen Mythologie die Göttin der Liebe. Der Name wird entsprechend vor allem in den baltischen Staaten verwendet.
Möglicherweise handelt es sich bei Milda auch um eine Kurzform von Namen mit dem Element mild „mild“, eine Kurzform von Matilda oder eine Kurzform von verschiedenen Namen, die mit -milda enden.

## Namenstag
- Estland: 11. März
- Lettland: 11. Mai
- Litauen: 13. Mai[1]

## Namensträgerinnen
- Milda Petrowna Draule (1901–1935), Ehefrau des russischen Attentäters Leonid Wassiljewitsch Nikolajew
- Milda Dargužaitė (* 1976), litauische Managerin und Beamtin
- Milda Drüke (* 1949), deutsche Schriftstellerin und Fotografin
- Milda Lauberte (1918–2009), lettische Schachspielerin
- Milda Petrauskienė (* 1949), litauische Politikerin, sozialdemokratische Abgeordnete im Seimas
- Milda Sauliūtė (* 1981), litauische Basketballspielerin
- Milda Vainiutė (1962–2024), litauische Justizpolitikerin, Ministerin, Verfassungsrechtlerin und Professorin
- Milda Valčiukaitė (* 1994), litauische Ruderin
- Milda Voß (1894–1964), baltisch-deutsche Widerstandskämpferin gegen den Nationalsozialismus